# Distretto di Daguan
Il distretto di Daguan (大观区S, Dàguān QūP) è un distretto della Cina, situato nella provincia dell'Anhui.